# Alain de Fayolle
Pour les articles homonymes, voir Fayolle.
Alain de Fayolle né le 13 octobre 1891 à Tocane-Saint-Apre (Dordogne), et mort pour la France à Nevraumont en Belgique le 22 août 1914, est un officier français considéré comme un héros à l'École spéciale militaire de Saint-Cyr, dont il est issu.

## Biographie
Marie Émile Alain de Fayolle est le fils de Gérard, 6e marquis de Fayolle (1851-1933) et d'Émilie d'Arlot de Saint-Saud (1857-1935).
Il est né le 13 octobre 1891 à Tocane-Saint-Apre (au château familial, Dordogne) et mort pour la France le 22 août 1914 à Nevraumont en Belgique, « tué à l'ennemi ».
Sous-lieutenant au 50e régiment d'infanterie de ligne, Saint-Cyrien (promotion « de la Croix du Drapeau »), il est, selon le général Humbert l'un des rares exemples historiques dûment vérifiés de Saint-Cyriens montés à l'assaut « en shako et en gants blancs ». Sa citation y fait expressément référence. Il serait le seul exemple connu de cette action,.

## Mémoire
Dans la mémoire saint-cyrienne, par le « serment de 14 », les saint-cyriens jurent de monter à l'ennemi « en casoars et en gants blancs », à l'appel de Jean Allard-Méeus. L'histoire d'Alain de Fayolle sortant de sa tranchée « le casoar au front les gants blancs aux mains », en conséquence de ce serment, est reprise dans le Recueil de traditions remis à l'élève saint-cyrien à son entrée dans l'école. Ce récit participe de la dimension sacrificielle donnée au casoar, qui devient l'équivalent du panache blanc d'Henri IV. Alain de Fayolle incarne donc une figure sacrificielle mise en avant à l'École spéciale militaire de Saint-Cyr afin de participer à la cohésion et à la formation d'un esprit de corps.
Selon le général de brigade Jean Boÿ, son camarade de promotion, le général de brigade Jean Regnault (1893-1970) lui a rendu hommage au cours d’une conférence prononcée à Versailles, en 1966 : « Il n’est pas parti follement à l'assaut comme on nous l'a représenté, mais sa section éprouvée, arrêtée sous le feu, les hommes plaqués à terre et ne voulant plus se relever, il mit posément son casoar au képi, enfila ses gants blancs et se relevant, leur cria : « Et maintenant, allez-vous me suivre ? ». Galvanisés par son sang-froid, ils s'élancèrent, lui tomba. Geste héroïque mais surtout acte voulu de commandement qui en fait la grandeur ».
Alain de Fayolle figure au tableau d'honneur de la Grande Guerre du magazine L'Illustration.
Alain de Fayolle est le sujet d'un poème de René Berton. Son histoire est reprise dans le recueil destiné à édifier la jeunesse d'Albert Paluel-Marmont, En casoar et gants blancs, paru en 1928. Le récit est « archétypal » et ne fait aucune allusion à un gain tactique résultant de l'action d'Alain de Fayolle.
Le personnage d'Alain de Fayolle, issu d'une famille noble qui comporte dans sa généalogie de nombreux combattants et grands seigneurs, est également présent dans la mémoire nobiliaire. Son geste de sacrifice, jugé inutile ou extrêmement brave, fait de lui une incarnation de la notion de service poussée à son sommet, non plus pour le roi mais pour la patrie.